# Landshut
« Landshut » redirige ici. Pour les autres significations, voir Landshut (homonymie).
Landshut est une ville allemande du sud-est de la Bavière, siège du gouvernement de Basse-Bavière et de la chambre régionale du district de Basse-Bavière. C'est en outre le chef-lieu de l'arrondissement de Landshut. Elle est, devant Passau et Straubing, la seconde plus grande ville du district, juste derrière Ratisbonne (Regensburg en allemand), la deuxième ville de Bavière orientale. Au 31 décembre 2005, c'est la douzième ville de Bavière.
Le vieux centre-ville, sur l'Isar, est appelé les Trois-Casques par allusion aux armoiries de la ville. Les noces de Landshut, entre le duc de Bavière Georges le Riche et Hedwige Jagellon (1475), sont commémorées tous les quatre ans. La ville est aussi réputée pour son architecture gothique préservée, comprenant le château de Trausnitz et l'église Saint-Martin qui dominent la ville de leurs tours en briques.
La ville bénéficie aujourd'hui d'une position géographique privilégiée, bien reliée par l'autoroute à Munich et surtout à l'aéroport international Franz-Josef-Strauss.

## Géographie
Landshut est au centre du vallon de Basse-Bavière, qui s'étend du Danube au nord, jusqu'aux Alpes bavaroises au sud : elle appartient ainsi aux Préalpes. Le plateau tertiaire est entamé à cet endroit par l'Isar. La zone construite s'étend essentiellement sur la plaine alluviale de ce fleuve, qui partage Landshut en trois grandes entités : au nord le val Isar-Danube, au sud le val Isar-Inn-enfin l'historique « île-aux-moulins » qui forme le centre-ville. Les faubourgs sud sont entourés de collines aux pentes parfois assez raides, telles le Hofberg (cote de 505 m), point culminant de la ville. Au sud-ouest, dans la direction de Moosburg se trouve la réserve naturelle du lac de retenue du moyen Isar, l'une des plus importantes zones protégées pour l'avifaune en Bavière. Le long de l'Isar inférieur, à l'est, d'autres lacs s'étendent, comme la retenue d'Altheim, de Niederaichbach, ou le lac de baignade de Gretlmühle. Un polder a été aménagé au nord de l'Isar, qui peut recevoir une partie des eaux du fleuve en cas de crues afin de préserver l'agglomération.

## Histoire
| Appartenances historiques Duché de Bavière 907–1255 Duché de Basse-Bavière 1255–1353 Duché de Bavière-Landshut 1353-1503 Duché de Bavière 1503–1623 Électorat de Bavière 1623–1806 Royaume de Bavière 1806–1871 Empire allemand 1871-1918 République de Weimar 1918–1933 Reich allemand 1933–1945 Allemagne occupée 1945–1949 Allemagne de l'Ouest 1949–1990 Allemagne 1990-présent |

### Premiers habitants
De l'Âge de la pierre polie jusqu'à -7000, des peuplades venues des « terres noires » du Danube inférieur migrèrent vers le cours moyen de l'Isar. Ainsi on a retrouvé dans le quartier du cimetière nord des traces d'un habitat du Néolithique daté de 4700 av. J.-C.. Les fouilles archéologiques menées en 2006 ont mis au jour des tessons d'argile et des outils en pierre qui permettent de préciser que les créateurs de ce village venaient de Bohême. Cette influence se poursuivit pendant environ un siècle mais peu à peu la culture indigène de l’Oberlauterbach prit le dessus. Cet habitat persista pendant trois siècles au total. Pendant les 3500 années qui suivirent, on ne retrouve par contre aucune trace d'occupation humaine, seulement une urne funéraire en céramique, datée d'environ 900 av. J.-C. À cette époque, il y eut au nord de la ville actuelle l'une des plus grosses agglomérations de Bavière. À partir de 15 av. J.-C. cette contrée déserte de Rhétie, couverte de forêts, devint une province de l'Empire romain. Tandis que des villes nouvelles prenaient naissance sur le Danube, comme Ratisbonne (en latin : Castra Regina) ou Passau (latin : Batavia), la région resta relativement calme. 
Après que vers 500 de notre ère, les Bavarii se furent sédentarisés, les premiers bourgs de la région, tels Ergolding et Eching furent fondés, et l'on commença à cultiver la terre. Jusqu'au XIIe siècle les familles vécurent de cultures vivrières. Mais au Haut Moyen Âge plusieurs familles commencèrent à se spécialiser : le commerce et l'artisanat se développèrent. Des membres de ces nouvelles corporations commencèrent à se grouper dans des agglomérations, afin de disposer d'une plus large clientèle. La future Landshut doit son développement à un important pont franchissant l'Isar, en surplomb duquel elle s'est construite.

### Naissance de la ville

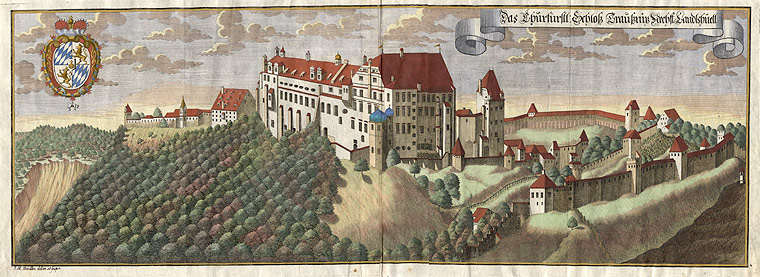
Près du château de Trausnitz…

Avant même la fondation de la ville se trouvait à l'emplacement de l'actuel château de Trausnitz une motte féodale, qu'on nommait vers l'an 1150 Landeshuata (Landeshut = chef-lieu et place forte du pays). L'essor du commerce en Bavière eut lieu sous le règne du deuxième duc de la maison des Wittelsbach : or il y eut un conflit d'influence entre Louis de Kelheim, fils d'Othon Ier de Bavière, qui fut nanti par Frédéric Barberousse du duché de Bavière, et l'évêque de Ratisbonne. À la suite de ces troubles, le duc fit détruire la « Strassburg » épiscopale située au nord-est de l'actuelle Landshut. On estime généralement que le château fut construit pour surveiller un important pont sur l'Isar. Peu après ces événements, en 1204, le duc décida de fonder une ville quelques kilomètres en amont sur les bords de l'Isar, et de jeter un pont à cet endroit. Ce campement, désormais nommé Landshut, représente la première ville fondée par Louis de Kelheim en Basse-Bavière. On ne connaît pas la date exacte de la fondation de la ville ; quant à la date de construction du château de Trausnitz, celle-ci n'est connue que par les annales de l'abbé Hermann de Niederaltaich, où l'on peut lire : « Luduuicus dux Bauuariæ castrum et oppidum in Lantshut construere cepit ».

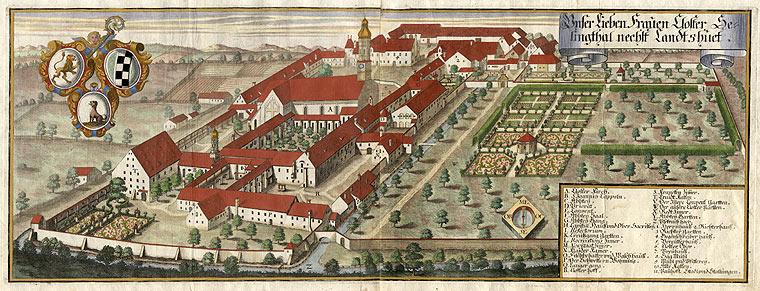
…l'abbaye cisterciennne de Seligenthal compte parmi les édifices les plus anciens de la ville.

L'endroit est aménagé en relais de commerce : d'un côté la colline du Hofberg était suffisamment étendue pour pouvoir y édifier une forteresse, de l'autre il était relativement facile d'y franchir l'Isar, puisqu'en passant par l'île aux moulins on pouvait construire de petits ponts au lieu d'un seul pont de grande portée. Au cours des quinze premières années de son existence, Landshut s'organisa autour de trois quartiers : la vieille ville, qui était traversée d'une rue qui fut longtemps la plus grande et la plus commerçante de Bavière ; le château fort perché au-dessus de l'agglomération, et enfin, à partir de 1232 l'abbaye de Seligenthal, fondée par Ludmilla de Bohême, veuve de Louis de Kelheim, en mémoire de son époux. Plusieurs ducs de Bavière sont enterrés dans la chapelle de ce monastère. À partir de 1253 Landshut devint le fief des Wittelsbach, et donc de facto la capitale de Bavière. Pourtant, cette même année, il fallut partager le duché pour la succession entre les deux fils du duc, entre la Haute Bavière, dont Munich devint la capitale, et la Basse Bavière avec Landshut. Ce n'est que cent ans plus tard, en 1340 que Louis le Bavarois réunit les deux couronnes avec pour unique capitale Munich. Mais le duché fut à nouveau scindé neuf ans plus tard : cette fois les fils du duc se partagèrent le duché entre Straubing-Holland, Haute-Bavière et Landshut, Basse-Bavière. Cette dernière région échut à Étienne II de Bavière, lequel parvint à réunifier en son fief avec celui de Haute-Bavière, son frère étant décédé. Au cours de ces années Landshut afficha une croissance soutenue, si bien qu'il fallut agrandir les murs de la ville à plusieurs reprises : une première fois seulement quinze ans après sa fondation. Vers la fin du XIIIe siècle on construisit parallèlement à l'« Altstadt », la vieille ville, le quartier de « Neustadt ». Ensuite, vers 1340 on étendit les murailles jusqu'à un quartier appelé Freyung c'est-à-dire Ville-franche (les bourgeois étaient exonérés d'impôts pendant dix ans). On poussa enfin les murailles jusqu'à l'Isar, et on perça plusieurs portes. Après un grand incendie en 1342, la ville, initialement en bois, fut reconstruite entièrement en pierre. La vieille église romane se trouvant maintenant trois mètres sous le niveau du centre ville, on envisagea la construction d'une nouvelle église, mais rien ne fut entrepris avant 1380.

### L'âge d'or de Landshut

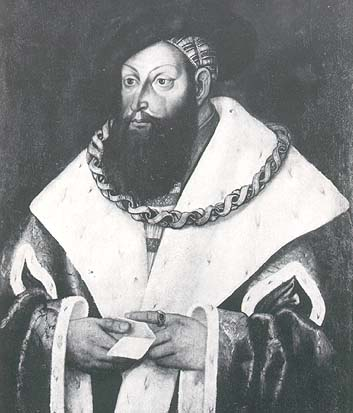
Le duc Georges le Riche.

À la mort d'Étienne II de Bavière, il y eut un nouveau partage du duché (1392) : furent créés les trois duchés de Bavière-Munich, Bavière-Ingolstadt et de Bavière-Landshut. Le premier duc de la région la plus riche, celle de Bavière-Landshut, fut Frédéric le Sage, qui régna de 1375 à 1393 et qui inaugura l'ère des riches ducs de Landshut. Sous son règne, on allait entreprendre une construction qui ne se terminerait que 120 ans plus tard, celle de l'église Saint-Martin, inaugurée en 1500. Moins de cent mètres au nord-est, les bourgeois édifiaient à leur tour l'église du Saint-Esprit. Les successeurs de Frédéric, qui portèrent tous l'épithète de « Riche », prirent un grand intérêt au développement de leur capitale. Le premier des « riches ducs », Henri XVI de Bavière gouverna avec une main de fer, jetant en prison le conseil des échevins dans sa forteresse du Trausnitz, et remplissant les caisses en confisquant les biens des 49 bourgeois les plus riches. Il était suffisamment puissant pour se le permettre, car il étendit les bornes de son duché en vainquant son cousin Louis VII de Bavière de Bavière-Ingolstadt, obtint en 1429 une partie des Straubinger Ländchen puis en 1447 tout le duché de Bavière-Ingolstadt, la lignée s'étant éteinte.
Les années suivantes, Landshut s'imposa, non seulement comme une centre politique, mais également comme un pôle économique et culturel du centre de la Bavière. Elle dépassa Munich en opulence, l'« or blanc » n'étant pas son moindre atout : on entendait par là le sel, qu'on extrayait en quantité autour de plusieurs villes du duché, telles que Bad Reichenhall, Kitzbühel, Rattenberg ou Kufstein. Le successeur d'Henri, Louis le Riche, qui régna sur le duché à partir de 1450, commença par réprimer les juifs de Landshut lesquels, à moins de se faire baptiser et de payer 30 000 livres, étaient chassés. Le point culminant de la prospérité de la ville eut lieu lors des noces de son fils Georges avec Edwige Jagellon, en 1475, qui donna lieu à des festivités, connues sous le nom de « noces de Landshut », qui comptent parmi les plus imposantes de la fin du Moyen Âge. Georges de Bavière-Landshut succéda quatre ans plus tard (en 1479), à son père à la tête du duché. C'est sous son règne que fut parachevée la ville médiévale. Tous les quartiers bâtis de la ville, jusqu'à l'île aux moulins, étaient à présent ceinturés d'une imposante muraille. Ces murailles n'étaient franchissables que par huit portes : Ländtor, Äußere Isartor et Innere Isartor, surveillée par la Spitalerturm ; à l'est, le Kapuzinertor et le Hagrainertor, à l'ouest le Münchnertor et le Hutertor.
Parmi les artistes actifs à cette époque, on peut citer Hans Leinberger ou Hans Mair von Landshut. Le secrétaire de mairie Alexander Mornauer a donné son nom à un peintre resté anonyme, le Maître du Portrait de Mornauer, actif vers 1460-1480. Ce Portrait de Mornauer, réalisé vers 1470-1480, est conservé à la National Gallery de Londres.

### Simple ville de province

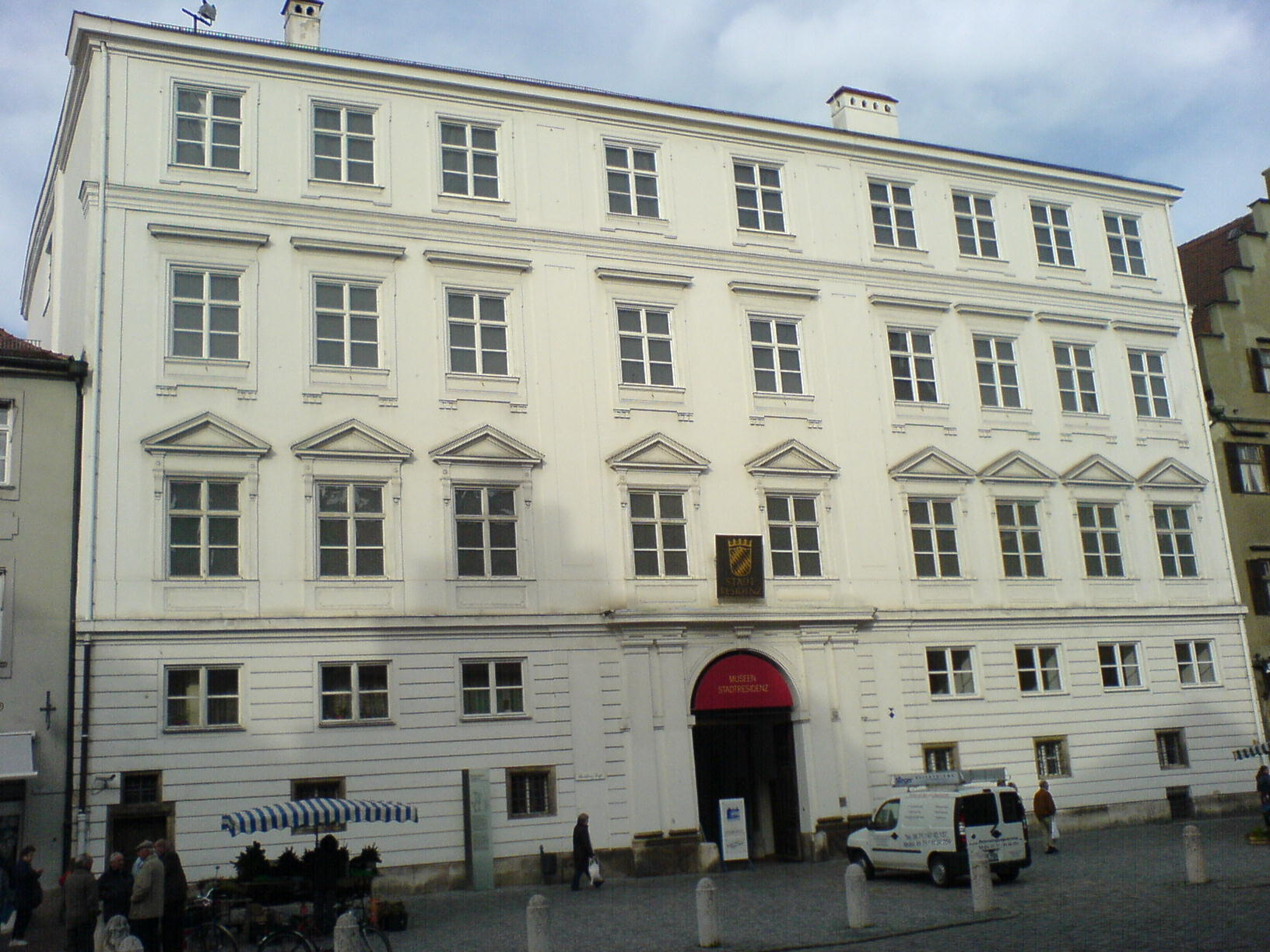
Le château Renaissance fut édifié par Louis X.

Avec la mort de Georges le Riche le 1er décembre 1503, la période d'éclat de la ville gothique prit fin : de son mariage avec Hedwige, le duc n'avait pas eu de descendance masculine, et par conséquent la Bavière-Landshut devait être rattachée à la Bavière-Munichoise. Peu de temps avant sa mort, il tenta bien de faire reconnaître son beau-fils, l'électeur Ruprecht de Palatinat, comme son héritier. La lignée munichoise ne l'entendit pas cette oreille, ce qui déclencha la guerre de succession de Landshut. En l'espace de deux ans, plusieurs bourgs autour de Landshut furent incendiés, puis Ruprecht et son épouse Elisabeth furent assassinés en 1505 : l'accord prit ainsi fin. Un jugement impérial consacra la réunification de la Bavière-Landshut et de la Bavière munichoise ; petit à petit, Landshut perdit de son importance. Lorsqu'en 1514 Louis de Bavière-Landshut, comte de Vohburg, éleva des réclamations contre son frère Guillaume IV le Constant, tous craignaient un retour des hostilités. Sous la pression de l'empereur, Guillaume accepta de partager le pouvoir : Louis administrerait Landshut et Straubing depuis Landshut.
Il fit construire entre 1537 et 1543 le premier château de style Renaissance au nord des Alpes. Il mourut sans héritier en 1545 et dès lors, Munich prit définitivement l'ascendant sur le duché. Malgré les années troublées qui suivirent, la ville connut une paix relative. Pour soutenir la catholique Landshut, Maximilien Ier de Bavière transféra le collège épiscopal depuis Saint Kastulus, à Moosburg, à Landshut, puis il éleva Saint-Martin au rang de collégiale.
La guerre de Trente Ans n'a pas été sans conséquences. La ville fut pillée à trois reprises (1632, 1634 et 1648) par les Suédois. L'assaut de 1634 fut particulièrement éprouvant : les généraux autorisèrent leurs troupes à piller la ville treize jours de suite. Il s'ensuivit une épidémie de peste et une disette. Les jésuites qui s'étaient installés avec leur collège en 1631 ne purent terminer leur église avant dix ans. Après cela, la ville n'eut plus à souffrir du pillage jusqu'à la guerre de Succession d'Autriche dans les années 1740. Avec la destruction du Spitaltor en 1771 s'ouvrit la période du démantèlement des fortifications, moteur d'une nouvelle expansion urbaine.

### Renaissance de la ville
L'année 1800 marqua un tournant pour la ville : devant la poussée croissante des armées françaises, le roi Maximilien IV Joseph transféra à Landshut l'université de Bavière, fondée en 1472 à Ingolstadt. La guerre frappa pourtant à son tour la région quelques années plus tard, et le 21 avril 1809 les troupes de Napoléon Bonaparte anéantirent la cavalerie autrichienne (bataille de Landshut). Lors du bombardement de la ville qui s'ensuivit, trois des portes de la ville furent réduites à un tas de pierres qu'il fallut bien déblayer, de sorte qu'on démantela les murailles attenantes. Puis ce fut, avec le mouvement de sécularisation, la déchéance de sept monastères (1802, 1803) et la dissolution du collège épiscopal. En 1826, le roi Louis Ier décida que l'université, la cinquième d'Allemagne avec ses 1 000 étudiants inscrits, serait établie définitivement à Munich. Pour compenser cette perte pour Landshut, il y transféra le tribunal d'appel de Bavière et y fit ouvrir un lycée, lycée d'ailleurs transféré peu de temps après (1834) à Freising où il devint l'École de Théologie et de philosophie de Freising. En 1839, Landshut devint chef-lieu du district de la Basse-Bavière, dont le gouvernement fut transféré depuis Passau. Le chemin de fer relia Landshut à Munich en 1858, à Ratisbonne en 1859. La dernière partie des fortifications, celle de la porte de Munich, fut démantelée en 1874.
Cela dit, durant une grande première partie du XIXe siècle, Landshut resta à l'écart du processus d'industrialisation, la ville ne connut qu'une croissance démographique modeste, comparée à d'autres villes en Allemagne.

### XXesiècle

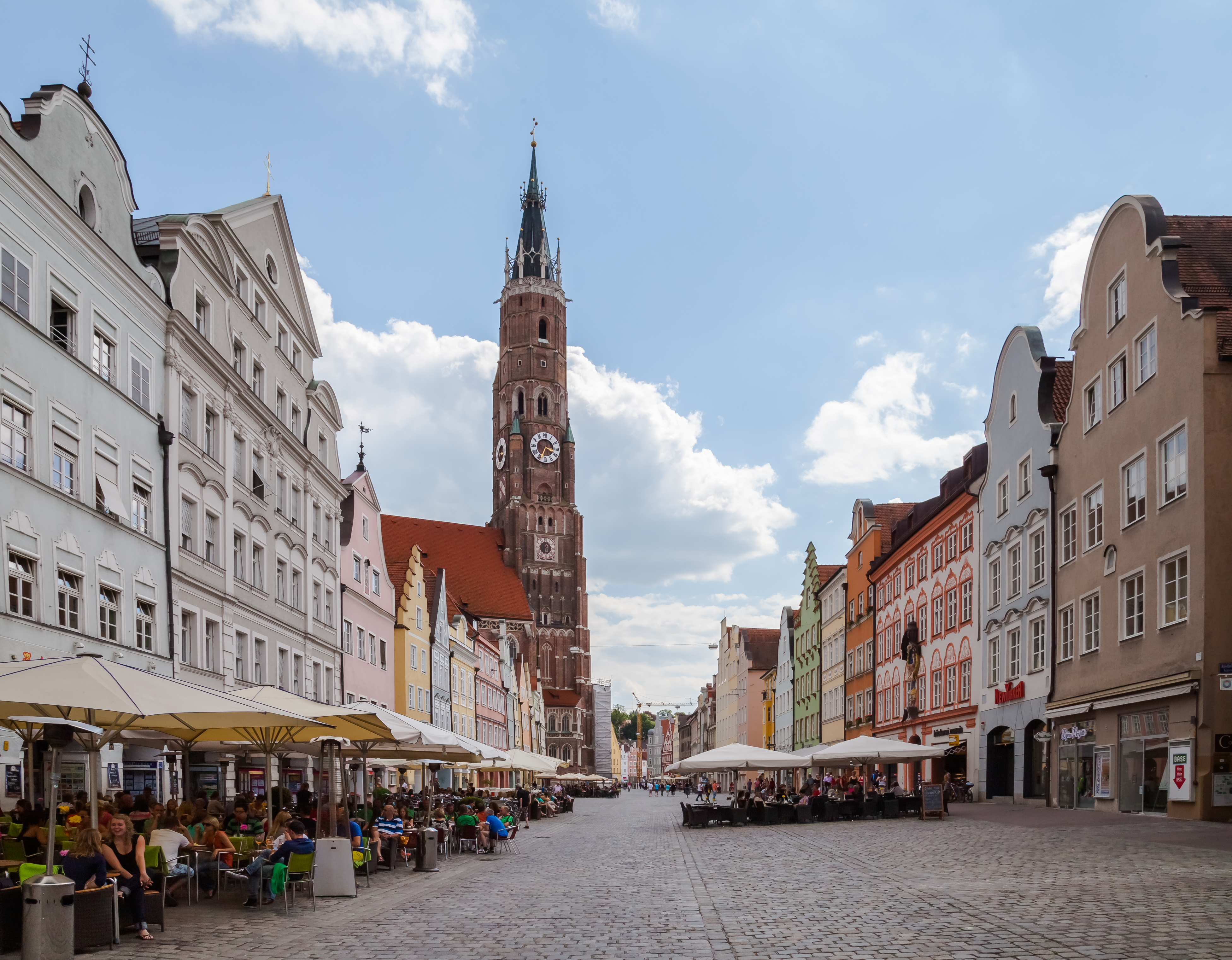
LAltstadt, centre historique − définitivement institué zone piétonne en 2006.

Les trente premières années du XXe siècle ne sont marquées que par l'industrialisation croissante des faubourgs. L'année précédant l'arrivée au pouvoir d'Adolf Hitler (1932), les parlements de Basse-Bavière et du Haut-Palatinat furent regroupés, et le siège du nouveau district (Regierungsbezirk) établi à Ratisbonne.
Le 19 mars 1945, la gare fut anéantie sous les bombes. L'armée américaine fit son entrée le 1er mai 1945. 
En 1956, le district de Bavière orientale fut à nouveau divisé et Landshut redevint le centre administratif et politique de la Basse-Bavière. De 1972 à 1974 dans le cadre des fusions de communes, la ville passa de 19 km2 à 66 km2. L'institut technique (Fachhochschule Landshut) de Landshut ouvrit en 1978. Un tunnel routier, inauguré en 1999, a été creusé sous le Hofberg (la colline du château de Trausnitz) pour permettre la traversée de la ville suivant un axe est-ouest. Le centre ville historique est maintenant exclusivement piétonnier.

## Monuments

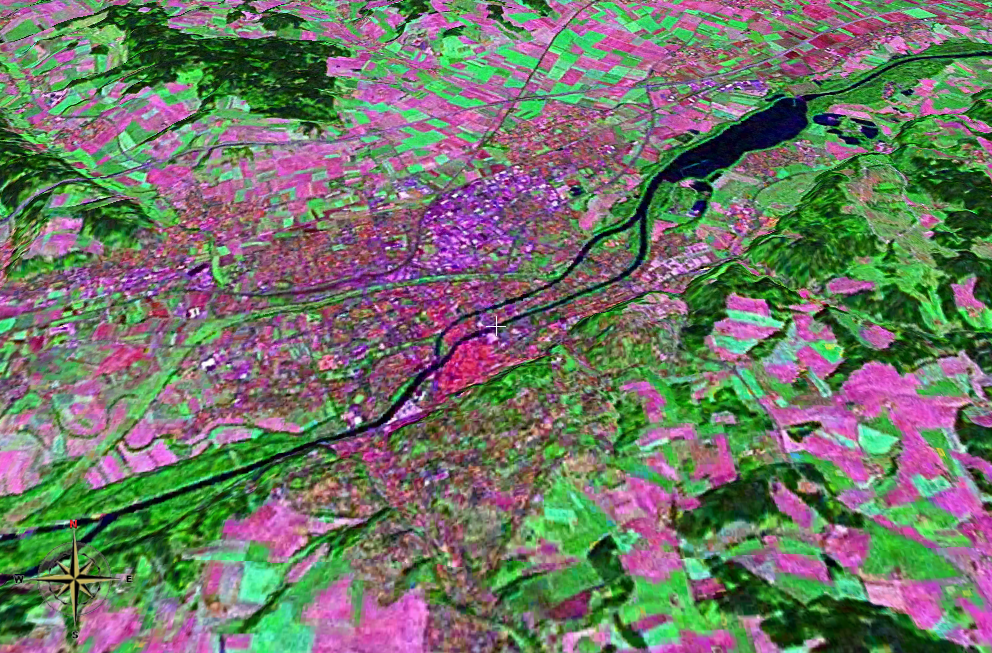
Vue satellite de la ville (source : Landsat 2000).

- Sur la place centrale se trouve l'église Saint-Martin, plus haut édifice en briques du monde. Elle a été élevée aux XIVe-XVe siècles par Hans von Burghausen.
- L'hôtel Renaissance de Louis X de Bavière.
- Le château fort du Trausnitz.
- Les églises gothiques en briques de la Stethaimer-Schule, Saint-Jodok, l'église du Saint-Esprit (Heilig-Geist-Kirche).
- L'église jésuite Saint-Ignace.
- Le palais de la Résidence (Stadresidenz).

## Jumelages
Le premier jumelage de Landshut fut conclu en 1956 avec la localité écossaise d'Elgin ; le plus récent est celui passé en 2002 avec la ville roumaine de Sibiu (en allemand Hermannstadt).
 Elgin (Écosse) (Écosse) depuis 1956

 Compiègne (France) depuis 1962

 Ried im Innkreis (Autriche) depuis 1974

 Schio (Italie) depuis 1981

 Sibiu (Roumanie) depuis 2002

## Personnalités liées à Landshut
- Heinrich Himmler (1900-1945), sous le troisième Reich, maître absolu de la SS (Reichsführer-SS), chef de la police allemande (Chef der Deutschen Polizei), dont la Gestapo et, à partir de 1943, ministre de l'Intérieur du Reich, commandant en chef de l'armée de réserve de la Wehrmacht
- Ulrich Füterer (XVe siècle), l'un des derniers poètes du cycle arthurien
- Josef August Schultes (1773-1831), naturaliste et botaniste
- Ludwig Andreas Feuerbach(1804-1872), philosophe post-hégélien critiqué par Karl Marx
- August von Heckel (1824-1883), peintre
- Comte Konrad von Preysing (1880-1963), cardinal allemand
- Rudolf Ismayr (1908-1998), champion olympique en haltérophilie en 1932
- Roman Herzog (1934-2017), président de la République allemande
- Georg Hamel, mathématicien, décédé dans cette ville en 1954.
- Tobias Rieder, Joueur de Hockey professionnel
- Le groupe de punk rock allemand Amdamdes

## Galerie

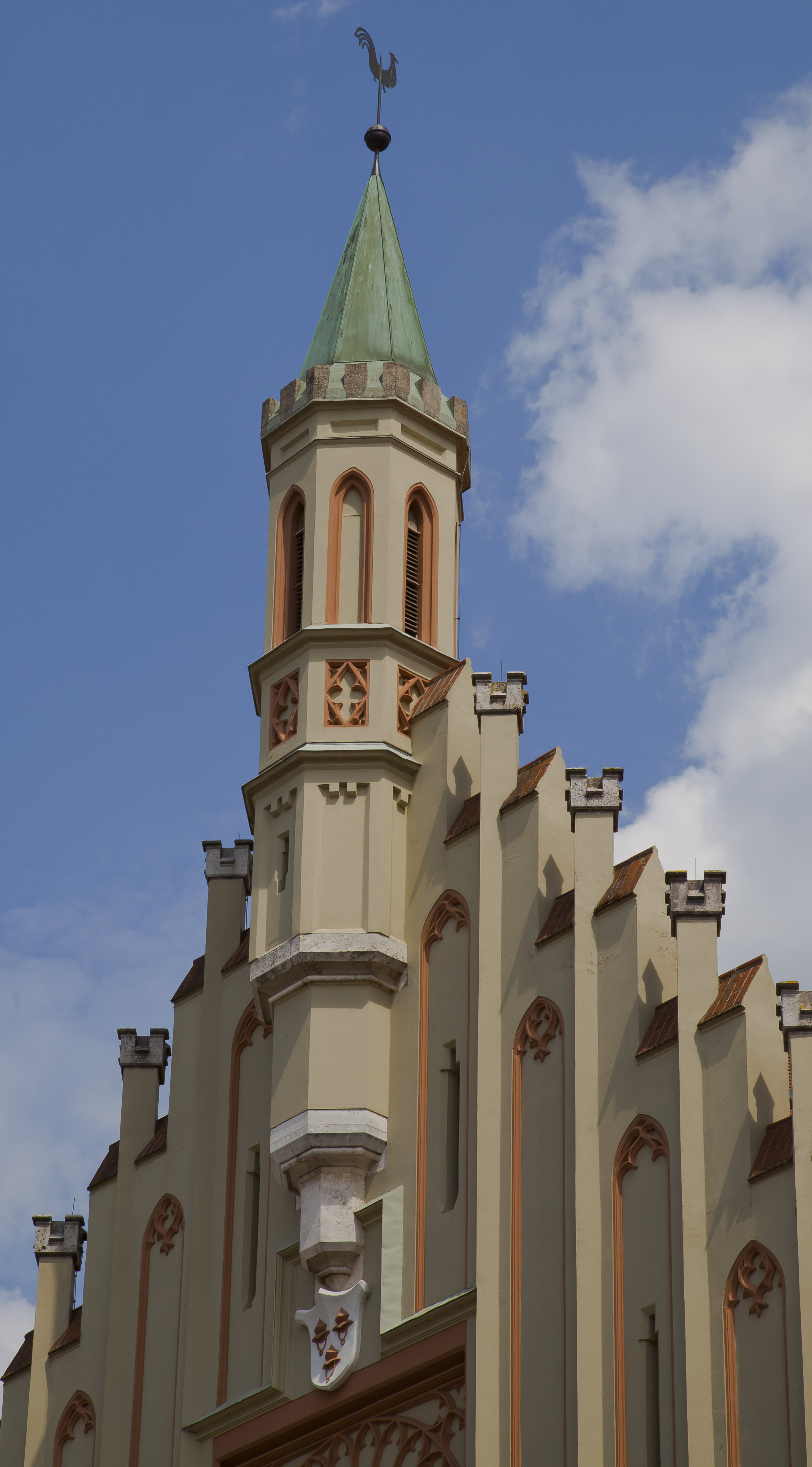
Hôtel de ville.
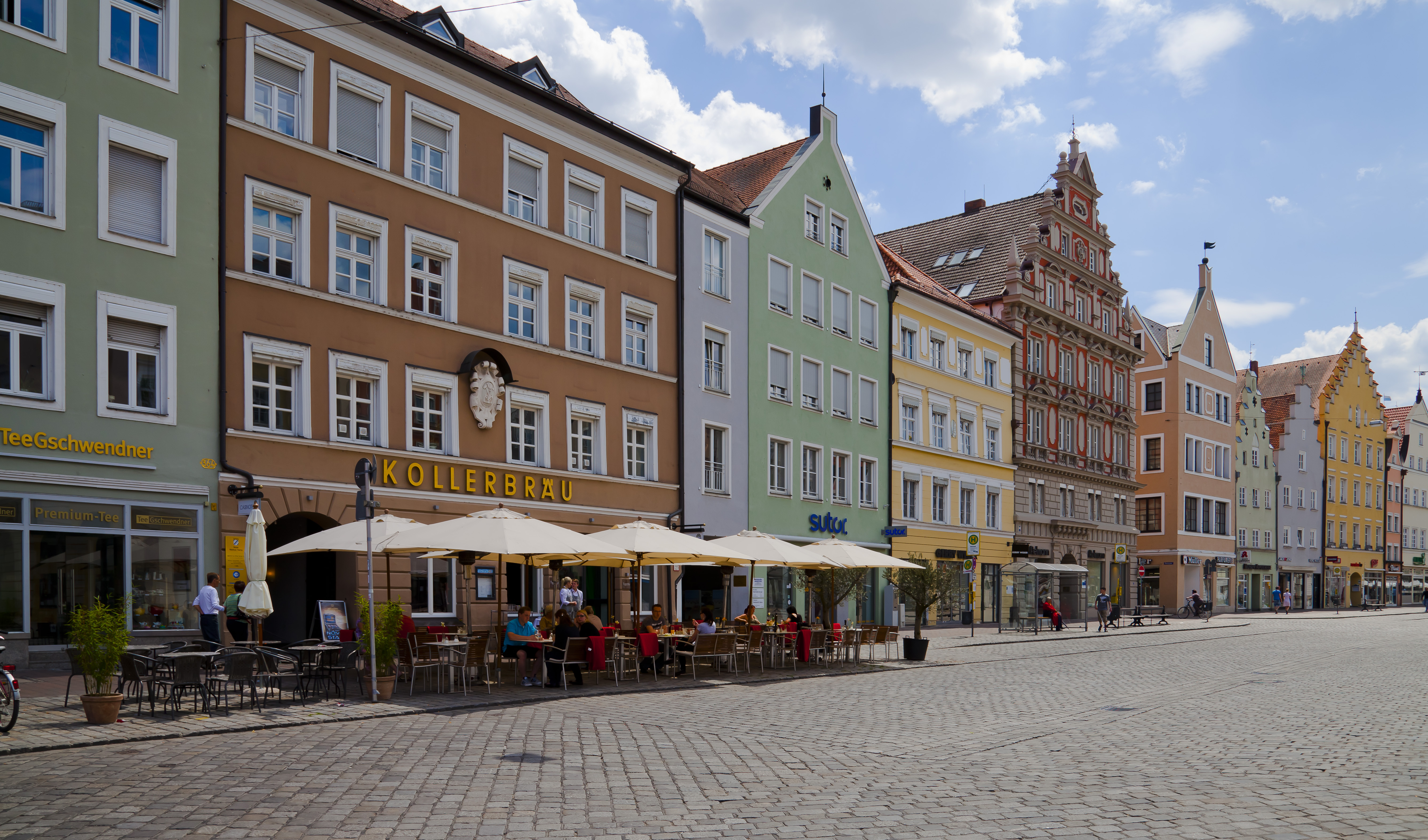
Rue Altstadt.
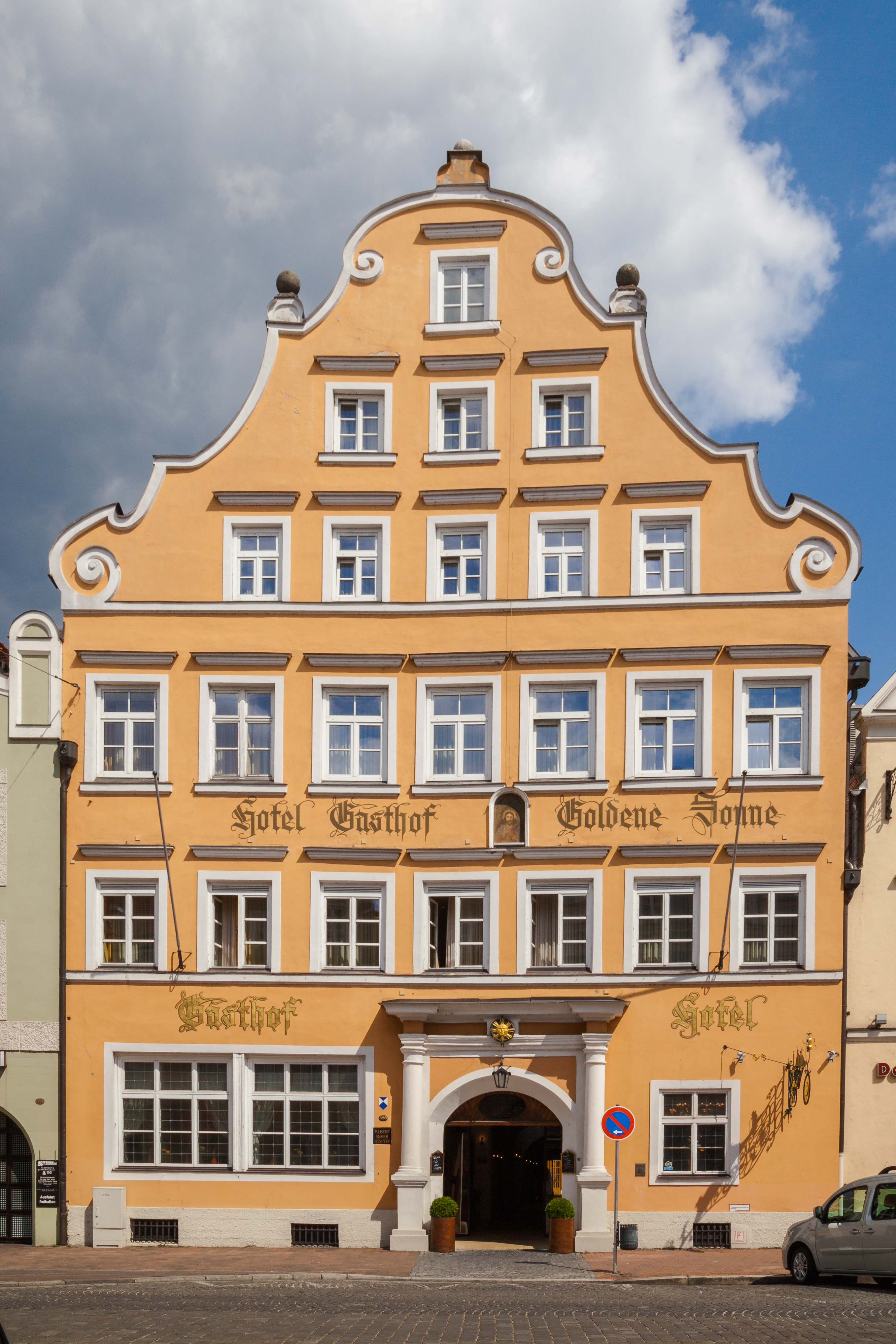
Rue Neustadt.
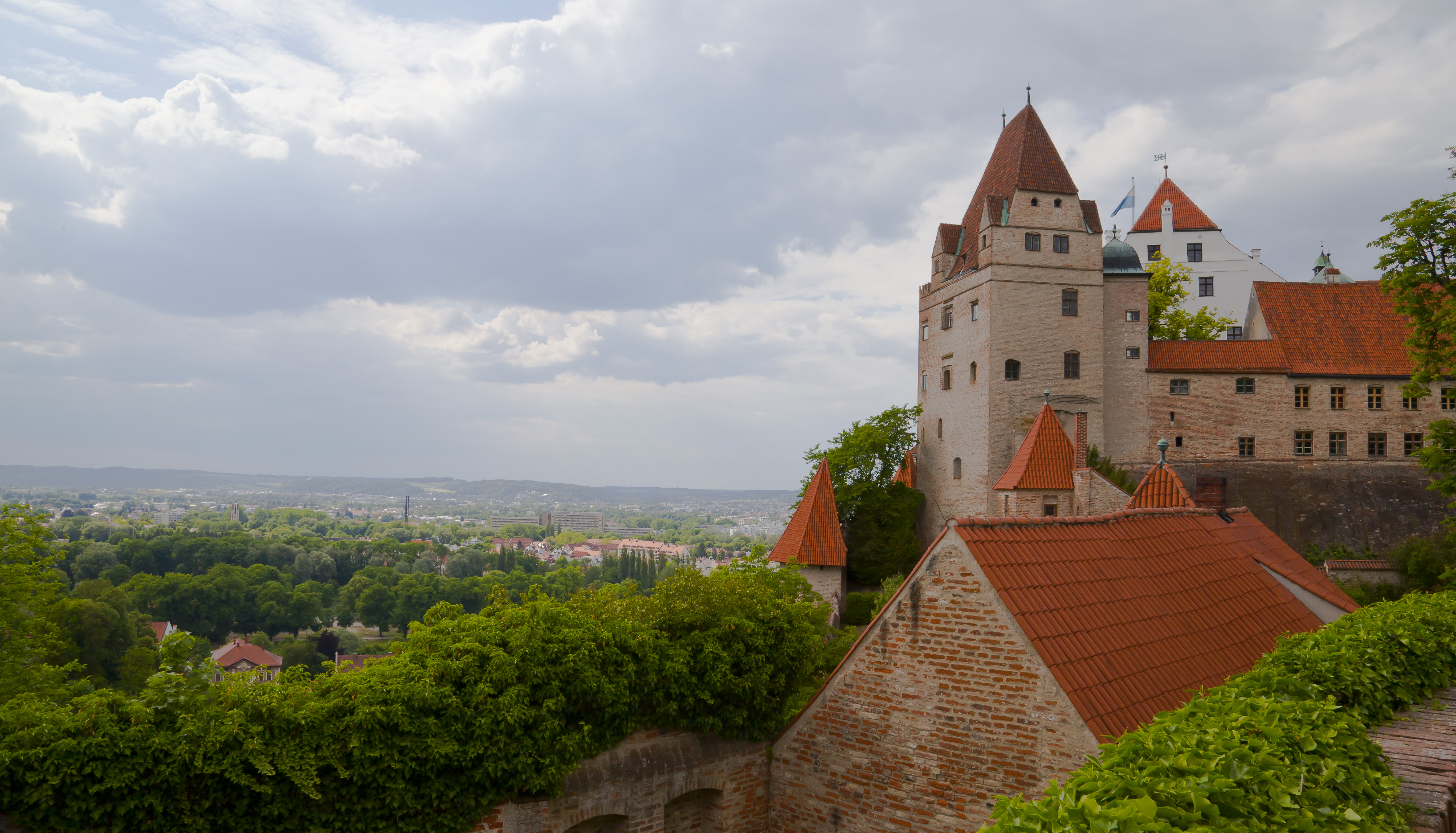
Château Trausnitz.
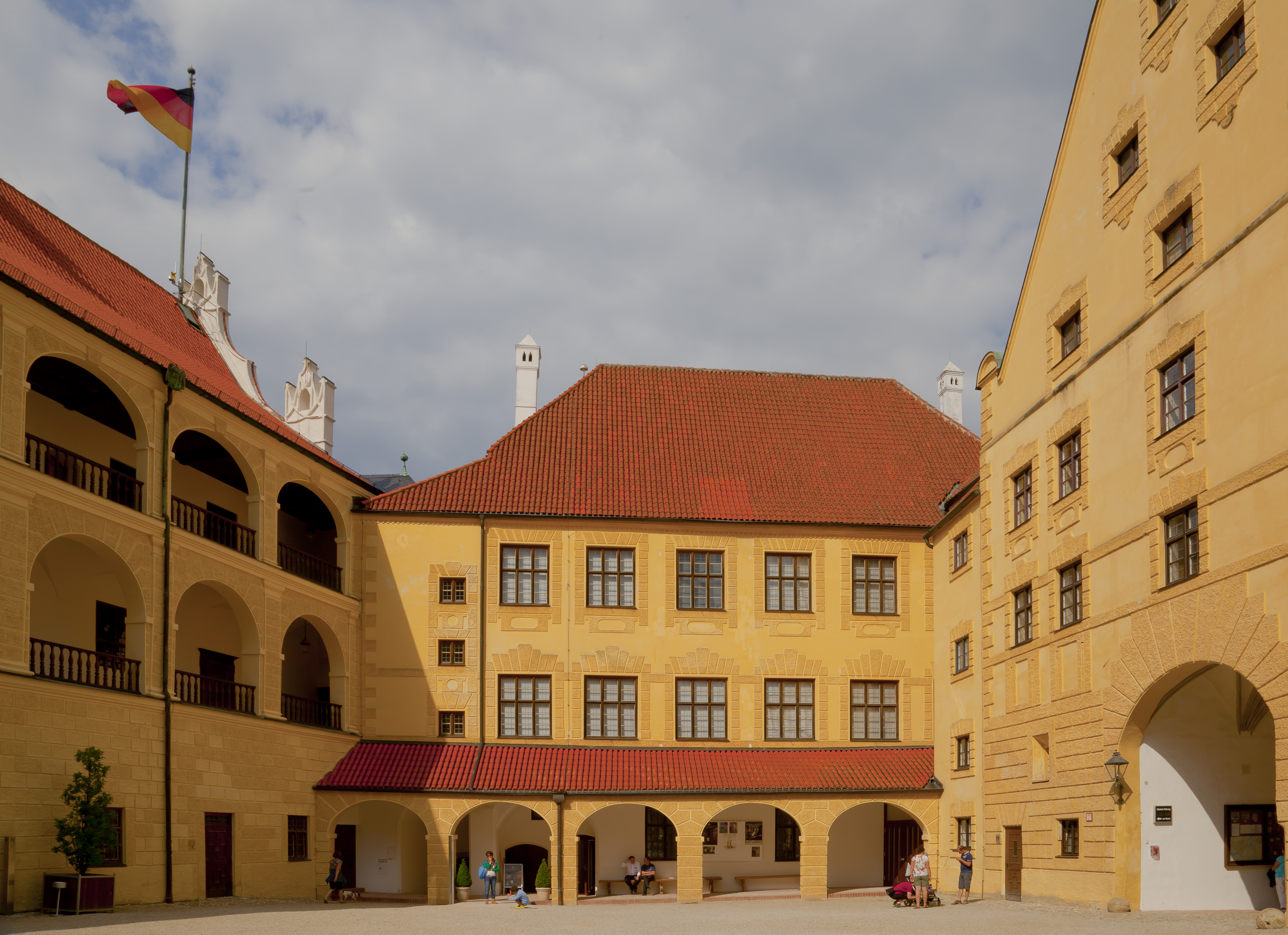
Intérieur du château.
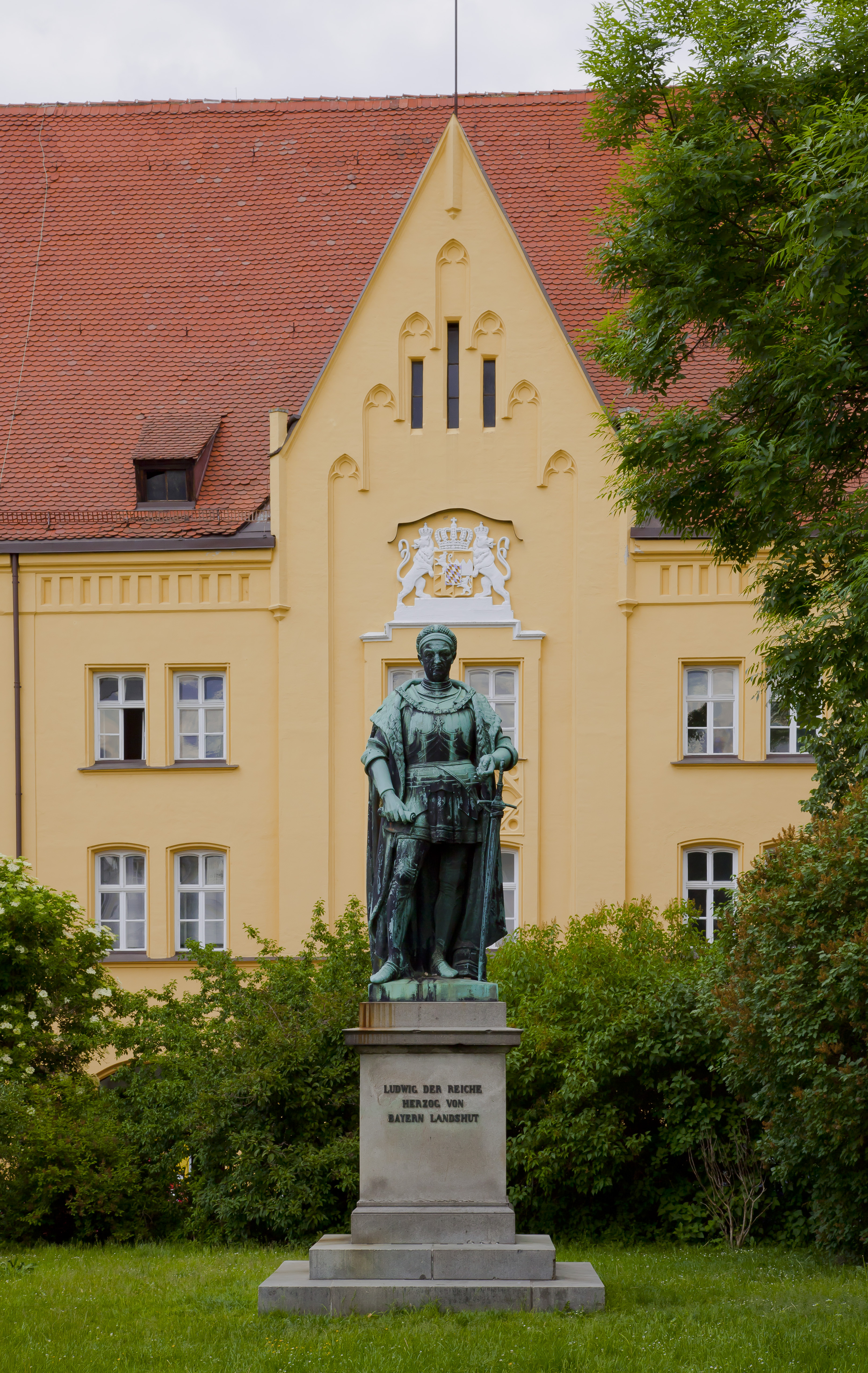
Statue de Louis IX, duc de Bavière, Dreifaltigkeitsplatz.
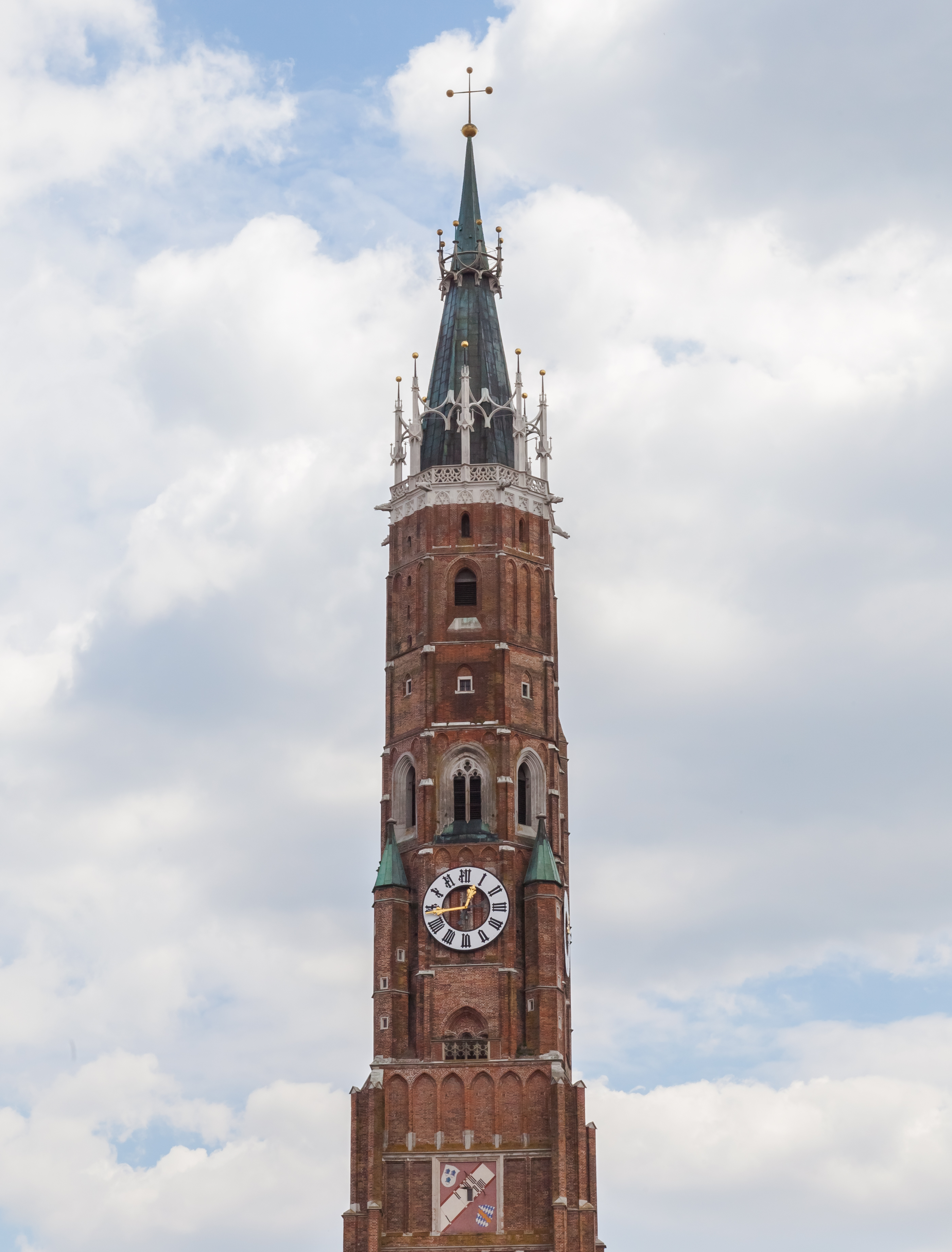
Tour de l'église Saint-Martin.
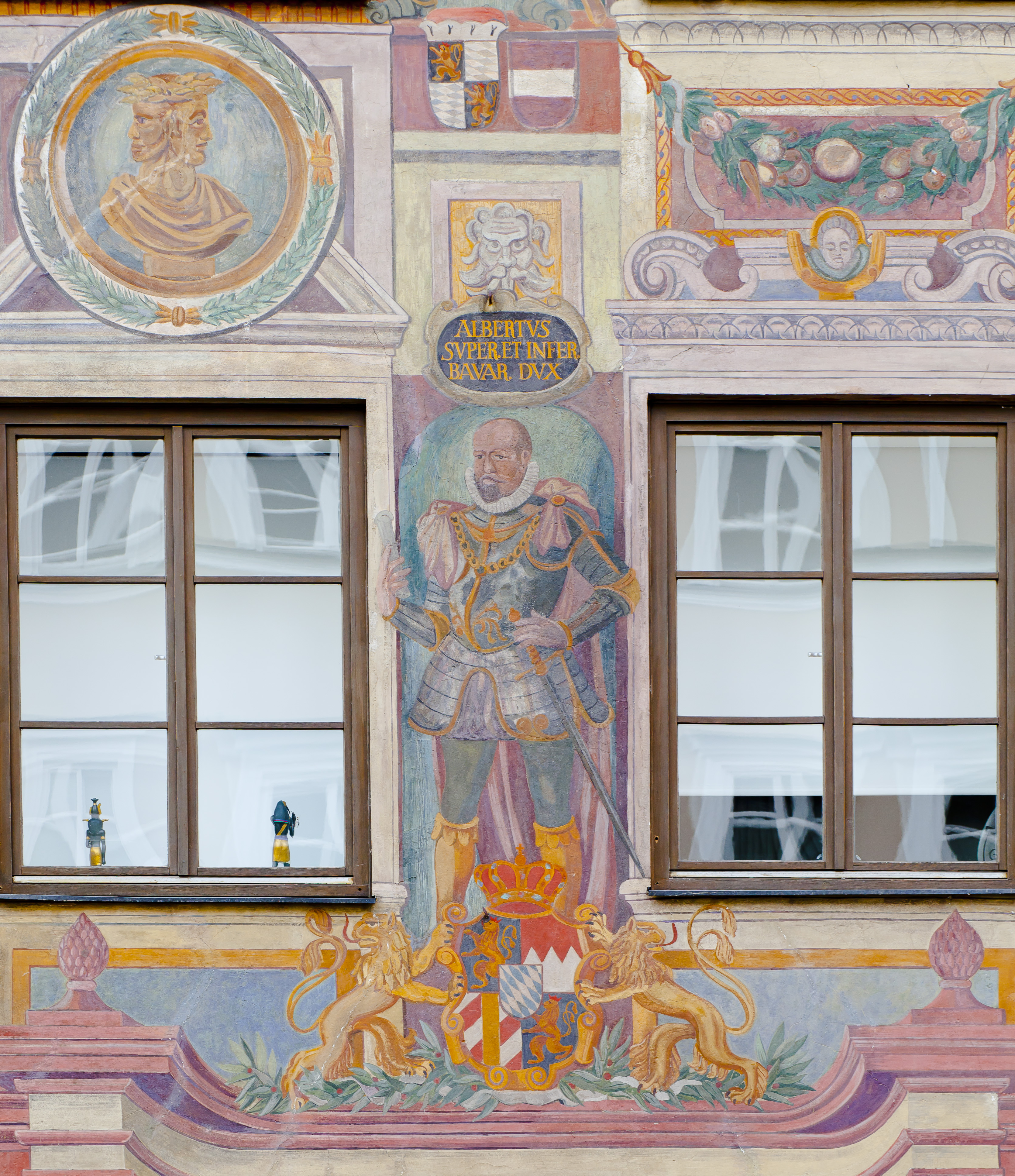
Landschaftshaus.
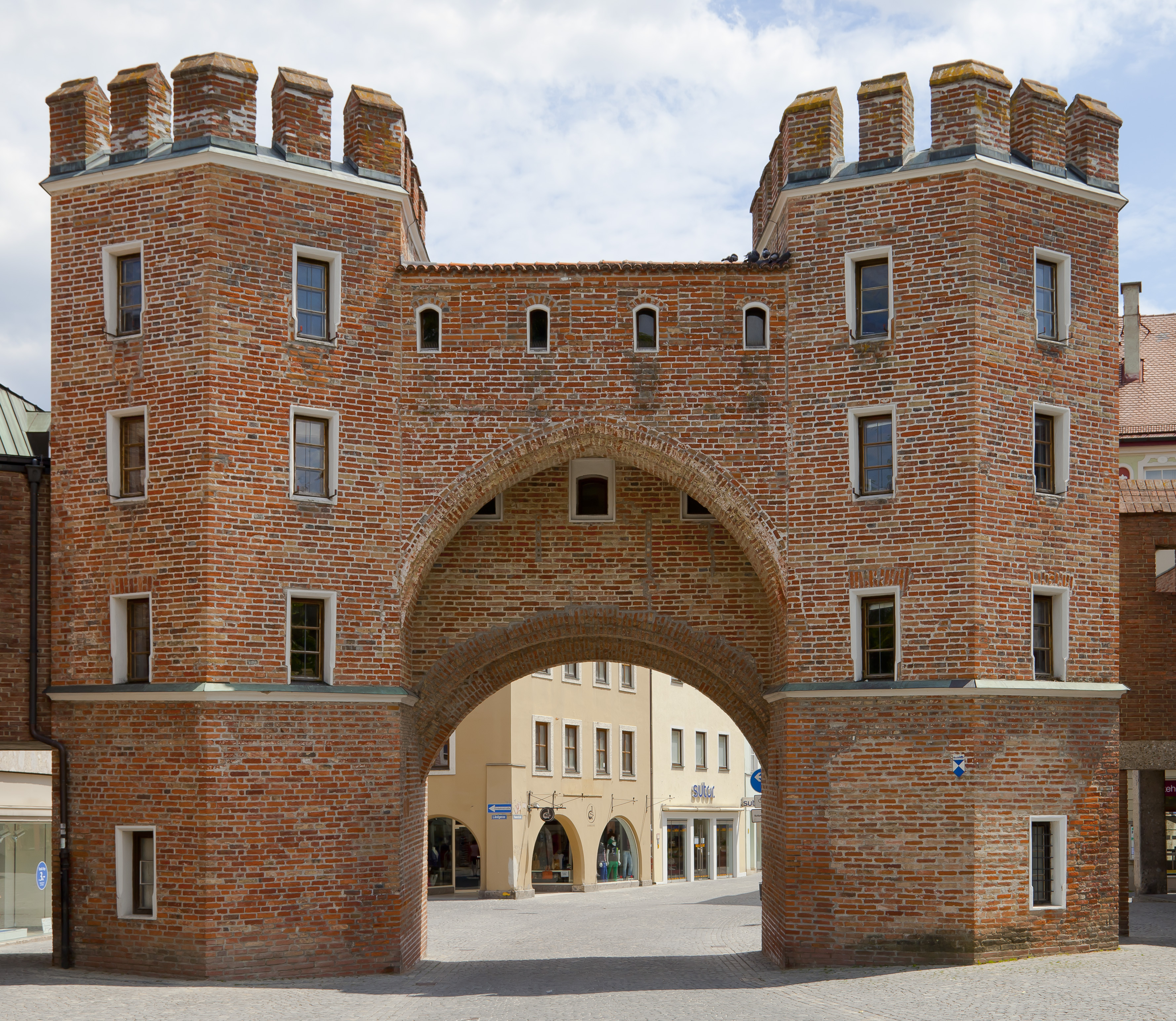
Ländtor.